# Gran Turismo HD
Gran Turismo HD Concept (яп. グランツーリスモHDコンセプト Гуран Цу:рисумо Консэпуто) — видеоигра, на первой выставке E3 2006 носившая название Vision Gran Turismo, стала первой игрой из серии Gran Turismo, вышедшей на Playstation 3. Игра стала доступна для бесплатного скачивания с 26 декабря 2006 года, в апреле 2007 вышло обновление 1.2.
Разработчики прекратили разработку и посвятили себя другой игре из серии Gran Turismo 5.

## Игровой процесс
В игре представлено два режима: Time Trial и Drift Trial. Второй режим становится доступным только после прохождения первого. Показать мастерство можно всего на одном гоночном треке, выбрав один из десяти автомобилей, которые открываются по мере прохождения заданий.